# Dub šarlatový
Dub šarlatový (Quercus coccinea) je opadavý strom dorůstající výšky okolo 30 metrů. Pochází z východních oblastí USA. V Česku se pěstuje jako okrasný strom nápadný zejména jasně červeným podzimním zbarvením.

## Charakteristika
Dub šarlatový je opadavý strom dorůstající výšky okolo 30 metrů. Borka je tmavě šedá až tmavě hnědá, nepravidelně podélně rozpukaná. Letorosty jsou červenavě hnědé, lysé. Zimní pupeny jsou tmavě červenohnědé, kuželovité až vejcovité, 4 až 7 mm dlouhé, v průřezu zřetelně pětihranné, obvykle v horní polovině pýřité. Listy jsou oválné, vejčité nebo obvejčité, s 5 až 9 laloky jejichž okrouhlé zářezy většinou přesahují polovinu šíře čepele, na bázi tupé až klínovité. Čepel listů je 7 až 16 cm dlouhá a 8 až 13 cm široká, na líci jasně leskle zelená, oboustranně lysá s výjimkou nepatrných chomáčků chlupů v paždí žilek na spodní straně. Řapík je 25 až 60 mm dlouhý. Žaludy dozrávají druhým rokem, jsou podlouhlé až téměř kulovité, 12 až 22 mm dlouhé, kryté do 1/3 až 1/2 kuželovitou až polokulovitou číškou s přitisklými šupinami.

## Rozšíření
Dub šarlatový pochází z východních oblastí USA, kde roste na kyselých půdách v nadmořských výškách do 1500 metrů. Je to poměrně rychle rostoucí strom.
V oblastech společného výskytu se dub šarlatový kříží s jinými duby ze sekce Lobatae, zejména s dubem celokrajným (Q. imbricaria), dubem cesmínolistým (Q. ilicifolia), dubem bahenním (Q. palustris) a s dubem Quercus laevis.

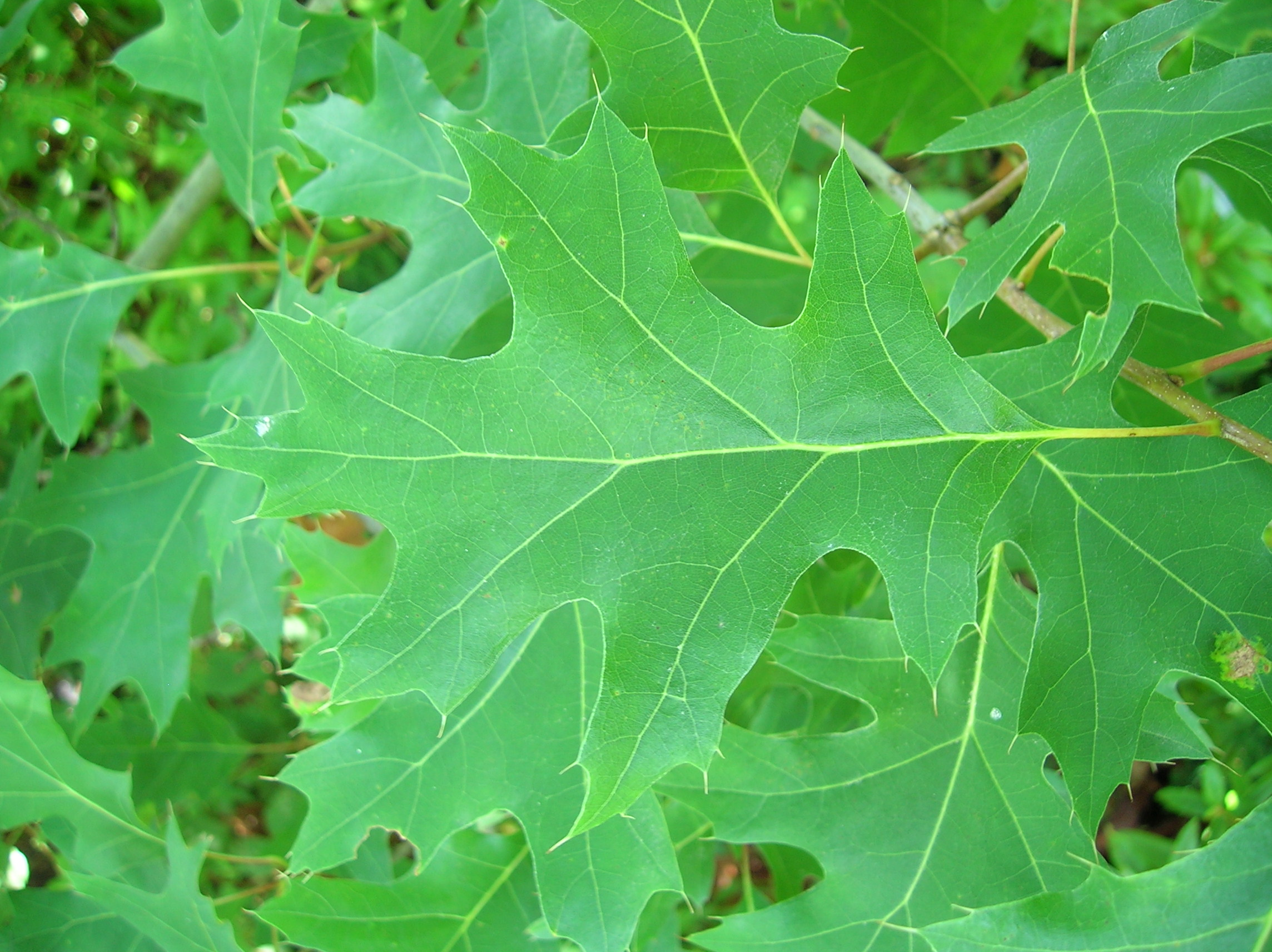
List dubu šarlatového
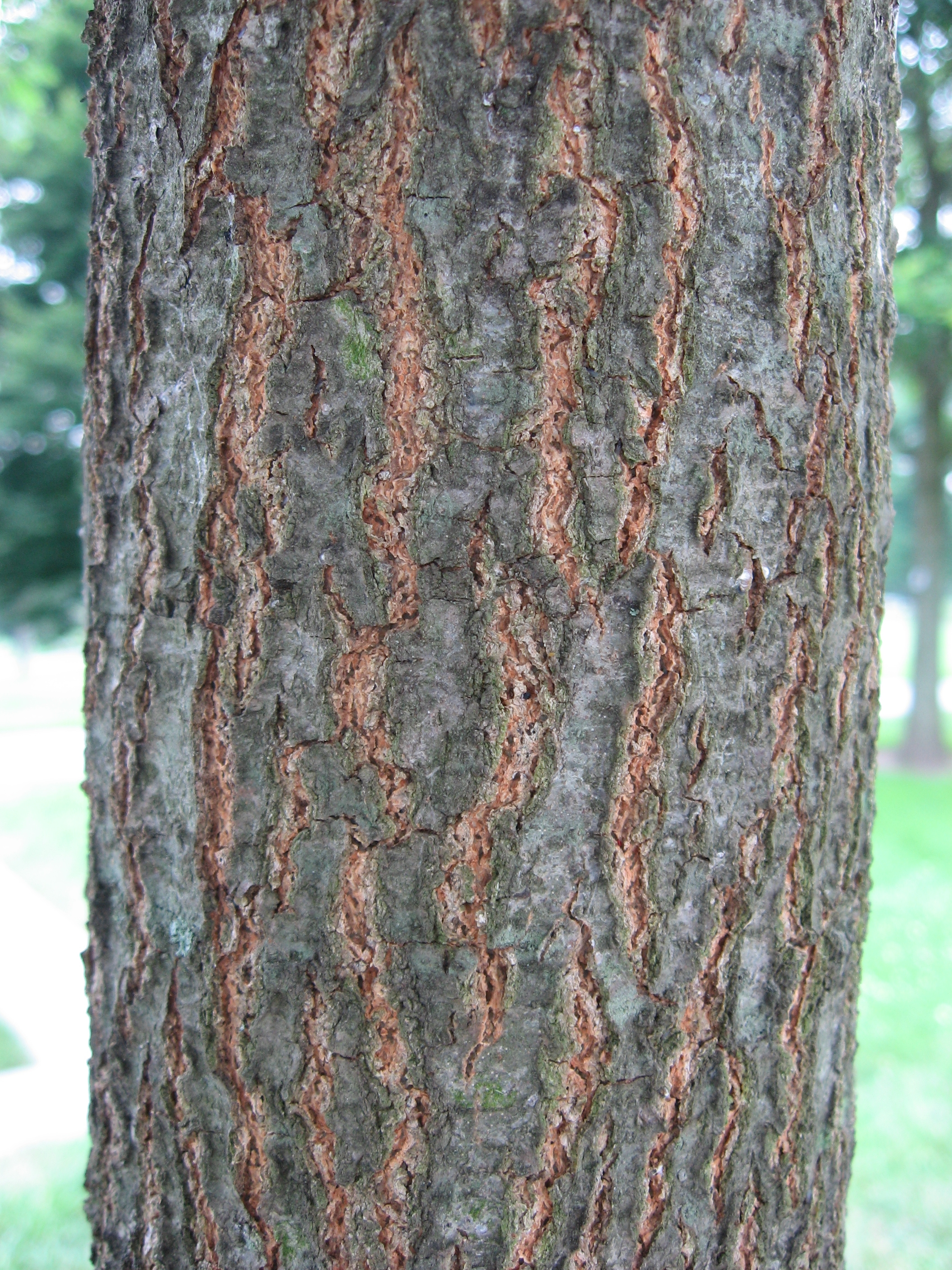
Kmen dubu šarlatového
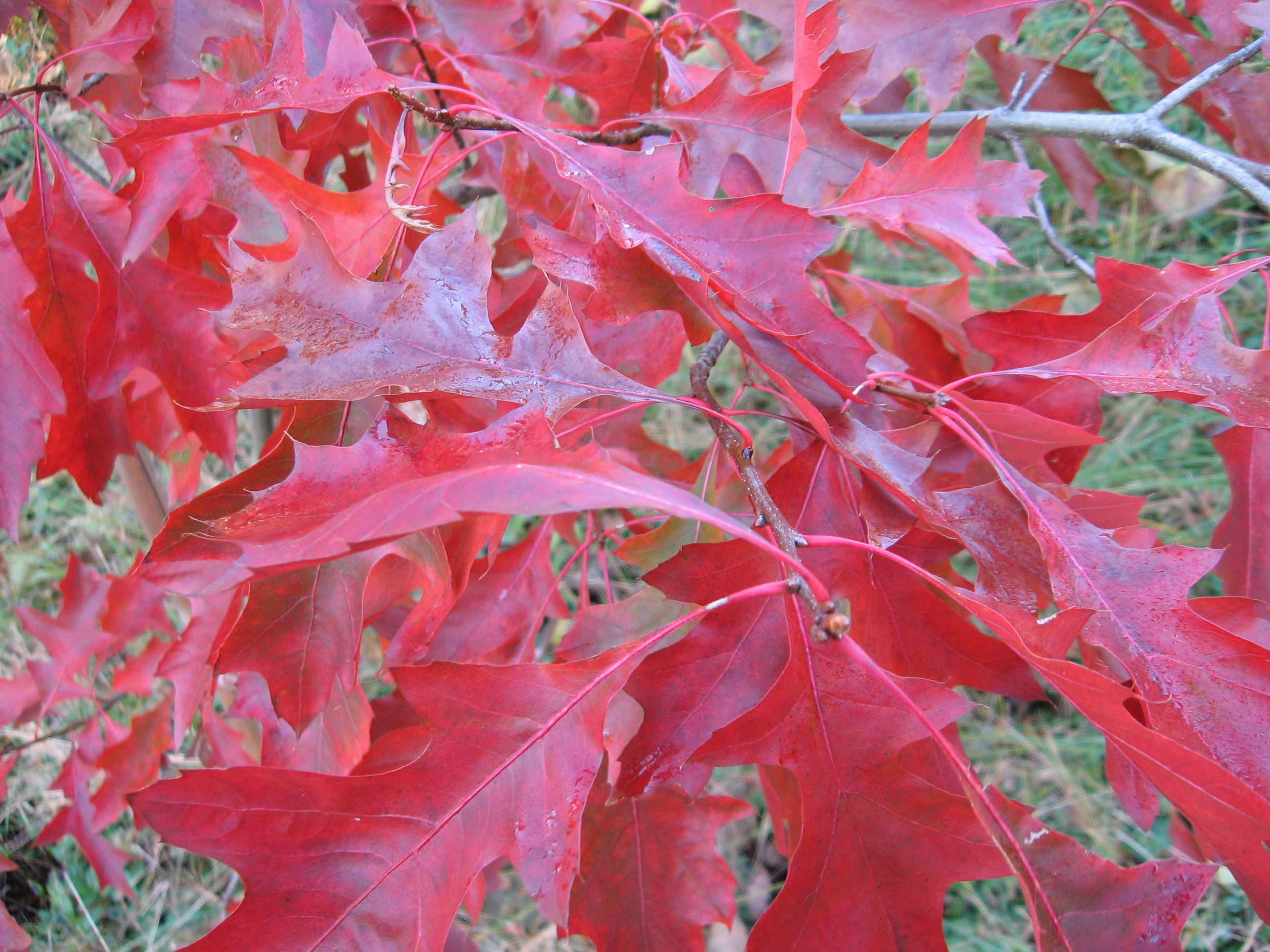
Podzimní zbarvení dubu šarlatového

## Rozlišovací znaky
Z běžněji pěstovaných cizokrajných dubů lze dub šarlatový zaměnit zejména s dubem červeným (Quercus rubra) a dubem bahenním (Q. palustris). Oproti dubu červenému má hlouběji prořezané laloky listů a střední lalok bývá největší. Dub bahenní má laloky téměř kolmé na osu listu a na rubu čepele nápadné chomáčky chloupků v paždí žilek. Vzácně pěstovaný dub sametový (Q. velutina) má plstnaté letorosty a pupeny a v mládí i listy.

## Význam
Jako okrasná dřevina je dub šarlatový v Česku pěstován řidčeji než dub červený (Quercus rubra), vyznačuje se však mnohem živějším podzimním zbarvením. Byl introdukován co Evropy již v roce 1691. Uváděn je např. z Průhonického parku, Dendrologické zahrady v Průhonicích a Arboreta Žampach, je vysazen také v pražské Stromovce a v Botanické zahradě a arboretu MU v Brně. Kultivar 'Splendens' má listy na podzim zvlášť zářivě zbarvené.